# Ciclone Cleopatra
Cleopatra, o Ruven secondo la denominazione datagli dall'Università libera di Berlino, è stato un ciclone extratropicale che ha colpito il bacino occidentale del Mediterraneo nel novembre del 2013. Il sistema di bassa pressione ha sviluppato un complesso di temporali a causa dell'aria fredda che giungendo dal nord, penetra nel mediterraneo interagendo con l'aria calda proveniente da est.

## Conseguenze
Il ciclone ha portato delle fortissime piogge sulla Sardegna, scaricando 440 mm d'acqua nella mattina del 18 novembre 2013, causando lo straripamento di vari canali e fiumi e provocando la morte di 18 persone, la distruzione di campi e la dispersione di una persona. Le aree più colpite sono state la Gallura, il Nuorese, l'Oristanese e il Medio Campidano. Gravi danni sono stati registrati anche in Calabria ed in Salento, dove a Gallipoli una tromba d'aria ha colpito il centro cittadino, danneggiando varie abitazioni e due istituti scolastici, tra cui il Liceo Quinto Ennio.